# Antoine Ricouart d’Hérouville
Antoine Ricouart d’Hérouville (* 16. November 1713 in Paris; † 29. August 1782 ebenda), comte d’Hérouville, Lieutenant-général des armées du Roi, war ein hochrangiger Militär und Wissenschaftler des 18. Jahrhunderts.

## Leben
Antoine de Ricouart war der einzige Sohn von Jacques-Antoine de Ricouart (1682–1760), chevalier und marquis d’Hérouville, und der Marie-Gabrielle Nivelle de la Chaussée. Die Familie stammte aus dem Vexin. In der Nähe von Rouen gehörte ihnen die Herrschaft Hérouville. Diese war mit Patentbrief vom Dezember 1654 zur Grafschaft erhoben worden. Das Patent war auf Bitten von Antoine Ricouart 1757 erneuert worden.
Im Alter von 21 Jahren wurde er am 20. Februar 1734 zum Colonel des Régiment de Bourgogne ernannt. Am 20. Februar 1743 wurde er zum Brigadier des armées du Roi und am 6. Juni 1745 zum Maréchal de camp befördert. Am 10. Mai 1748 wurde ihm die Funktion eines Lieutenant-général des Armées du Roi übertragen. 1754 wurde er zum Kommandanten der Provinz Guyenne ernannt. Von 1757 bis 1761 stand er an der Spitze des Régiment de Hainaut, mit dem er in der Picardie, in Flandern und im Boulonnais diente.
Die Patente für Pumpanlagen, die er zwischen 1746 und 1758 erhalten hatte, ermöglichten es ihm, den Sumpf bei Les Moëres in Flandern trockenzulegen. Im Jahre 7161 folgte er seinem Vater als Gouverneur von Fort Barraux nach.
Hérouville war der erste Aktionär der „Compagnie des mines de Montrelais“, eines Kohlebergwerks in 
Département Loire-Atlantique, eine der ersten Kohlenminen und die zweite, die seit 1757 die Dampfmaschine von Thomas Newcomen nutzte, um das Grundwasser abzupumpen.
Antoine Ricouart d’Hérouville war ein Freund des königlichen Mathematikers Jean-Étienne Montucla, er war Mitglied der Akademie von Montauban und von Bordeaux und Mitbegründer der „Société royale d’agriculture“ („Königliche landwirtschaftliche Gesellschaft“) in Paris. Weiterhin war er an wissenschaftlichen Sammlungen und Ausarbeitungen beteiligt – speziell an der Encyclopédie méthodique – und verfasste Artikel über Mineralogie sowie über Raps und Färberkrapp. Von ihm stammten die Artikel Mémoires curieux in der Encyclopédie.
Man zog ihn als Minister unter Louis XV in Betracht, da seine Ehe jedoch als nicht ebenbürtig angesehen wurde, kam er schließlich dafür nicht in Betracht.
Bei seinem Tod bereitete er gerade eine Übersicht über die Kriegsgeschichte vor.
In erster Ehe war er mit Louise Gaucher († 9. Juli 1765) verheiratet. Mit ihr hatte er eine Tochter, Antoinette Louise Claire (* 15. März 1759). In zweiter Ehe war er seit 1766 mit Catherine-Julie d’Arot, der letzten Comtesse de Secondigny, verheiratet. Die Ehe blieb kinderlos. Das Paar lebte im Quartier Saint-Germain-des-Prés in Paris. Der Marquis d’Hérouville war hier Eigentümer des Anwesens Nr. 19 in der Avenue du Maine.